# Vila Hipnos (Risan)
Vila Hipnos u Risnu ili vila urbana danas arheološki lokalitet, bogat umetničkim artefaktima, otkrivenim u luksuznoj rimskoj vili, koja je ovaj naziv dobila po jednom od mozaika na podu  spavaće sobe (lat. dormitorium-a) u čijem središnjem delu se nalazi predstava boga sna Hipnosa, jedina figura tog božanstva na istočnoj obali Jadrana, pa i šire.

## Položaj
Arheološki lokalitet Vila Hipnos se nalazi na krajnjem severnom delu Boke kotorske u malom crnogorskom gradiću Risan (lat. Risinium, grč. Rhizon), oivičena sa juga Risanskim zalivom, a sa ostalih strana strmim padinama, obroncima karakterističnim u geomorfološkom smislu za čitav Dinarski sistem kojem pripadaju.

## Zaštita
Risan i njegovi arheološki lokalitete (Vila Hipnos) međunarodni komitet UNESKO uneo je u Listu svetske kulturne baštine u kategoriji najviše vrednovanog međunarodnog ranga.

## Istorija
Risan, koji je vekovima bio na raskrsnici puteva od Jadrana prema Skadarskom jezeru, bio je značajno ilirsko središte i jedna od rimskih stanica, a danas poznata turistička destinacija u bokokotorskom zalivu, koje između ostalog privlači i antičko nalazište bogato umetničkim artefaktima, sa vilom Hipnos.
Grad datira iz 3. veka p.n e. i za njega su znali Heleni. Osnovalo ga je ilirsko pleme Rizunita, a u antičko vreme zaliv Boku kotorsku nisu tako zvali, već su ga po Risnu zvali Risanski zaliv (lat. Sinus Rhizonicus). Mesto je nakon osnivanja grada postalo središte Ilirske države i glavno njihovo utvrđenje, u kome su ilirska plemena doživela najveći napredak pod vođstvom kraljice Teute, koja je po nepotvrđenim pretpostavkama, našla utočište u Risnu i iz njega  vladala svojim kraljevstvom.
Posle Ilirskih ratova gradom je zavladala Rimska republika. U tom periodu Risan se pominje pod imenom (lat. Rhizinium) kao oppidum civium Romanorum (rimski pisac Plinije mlađi, navodi Risan kao utvrđeni grad rimskih građana, a Polibije je zabeležio da je grad ne mnogo veliki, ali zato jako utvrđen). U svojim zapisima Risan spominju i Pseudo Skilaks u 4. veku p. n. e., Apolonije sa Rodosa u Epu o Argonautima u 3. veku p. n. e. i grčki istoričar, geograf i filozof Strabon.
Stanovnici Risna dobili su pravo rimskog građanstva od strane Oktavijana Avgusta i grad se od tada službeno naziva lat. Iulium Risinium. Ostao je u rimskoj provinciji Dalmaciji, na samoj granici sa novoformiranom Prevalitanom, a nakon podele države, nalazio se u Zapadnom rimskom carstvu, uz neposrednu granicu sa Istočnim rimskim carstvom (Vizantijom), s obzirom da je granica išla od Budve, planinom iznad Kotora i preko današnjih Krivošija.
Iz ovog, nekada rimskom grada, do danas su sačuvani ostaci temelja rimske vile datovane u 3. vek nove ere, poznate kao „vila Hipnos” bogato ukrašene podnim mozaicima (među kojima je najpoznatiji medaljon sa jedinstvenim i retkim prikazom grčkog boga Hipnosa).

### Arheološka istraživanja lokaliteta
Prvi opis antičkih ostataka Risna dao je kotorski gradonačelnik Jacques Louis Vialla de Sommieres početkom 19. veka. Potom su na lokalitetima Carine i Gradina u Risnu vilu Hipnos i druge objekte, istraživali: 
- poznati britanski arheolog Artur Evans,
- istoričar Dušan Vuksan,
- arheolozi Istraživačkog arheološkog centra iz Varšave,
- arheolozi i istoričari okupljeni na inicijativu Turističke organizacije Kotora i
- Vlada Crne Gore i uz saradnju sa Američkom agencijom za međunarodni razvoj (USAID).

Navedena istraživanja su urodila vrlo zanimljivim artefaktima i otkrićem brojnih podnih mozaika iz antičkog vremena. Na prostoru nekadašnje agore otkriven je fragment ženske glave u mermeru za koji je utvrđeno da je pripadala karijatidi prirodne veličine. Risanska glava karijatide trideset i peta je u nizu do sada otkrivenih iz cele antike.
Najobimnija istraživanja su sprovedena u sektoru sedam, gde su otkriveni svi elementi jednog antičkog grada (kiklopske zidine, gradske ulice, stambeni i javni objekti, luksuzni objekti s kupatilima i mozaicima, trgovački objekti s magacinima, vodovod i dr.).

## Arhitektura
Vila Hipnos iz Risna građena je na način da predstavlja sunce koje je bilo simbol Rima. U sredini vile je atrium, mala unutrašnja bašta, oko koje su hodnici i na kraju prostorije koje se pružaju kao zraci sunca, a ima ih:
- sedam — luksuznih soba, prekrivenih mozaicima (od kojih se izdvaja jedinstven prikaz boga Hipnosa na podu spavaće sobe vlasnika vile (dormitoriuma),
- tri  — sa zemljanim podom, namenjene za poslugu.

Oko vile bilo je veliko dvorište sa vrtom.
Atrium
Antički atrijum, kao centralni deo vile korišćen je za sakupljanje kišnice, jer je ova vila kao i sve druge rimske vile iz 2. i 3. veka imale sanitarni i vodovodni sistem, koji se  sastojao se iz dva dela:
- kompluviuma – koji se nalazio na krovu.
- impluviuma – koji je bio rađen u obliku plitkog bazena dizajniranog da odvodi kišnicu do kupatila i kuhinje.

Pet prostorija oko atriuma
Oko pravougaonog centralnog prostora (atriuma)  odvojenim hodnikom, niže se sedam pravougaonih prostorije,  od kojih se sa istočne strane nalazi pe, tveoma lepo ukrašene podnim mozaicima, povezanih prolazom iz jedne u drugu.
Prva prostorija — čitavom površinom prekrivena je sitnim mozaikom bele, crne i sive boje. Sastoji se iz centarlnog i osam pobočnih polja , odnosno figura i slika.
Druga prostorija — nešto manjoj od prve, skoro čitavom površinom je prekriven mozaikom, kao i prethodni sa centralnim i bočnim figurama.
Treća prostorija — nije patosirana mozaikom, već je pod sačinjen od maltera i cigle.
Četvrta prostorija  — ima najjednostavniji izgled i nešto je manjih dimenzija. Izveden je od pravilnog kvadrata, i po celoj površini ukrašen mozaikom u obliku šah polja.
Peta prostorija — označena je kao dormitorium ili spavaća soba vlasnika. Na podu ove sobe nalazi se najreprezentativniji mozaik po kojem je vila poznata. Mozaik je napravljen od raznobojnih kamenčića bele, zelene, žute, braoncrne i crvene boje. Obodni deo mozaika izrađen je od većih kamenčića, dok su prema centru, slagani sve sitniji kamenčići, od kojih je izrađeno i senčenje ruku i glave Hipnosa.
U središnjem delu mozaika je predstava u vidu medaljona sa Bogom sna Hipnosom. Bog sna Hipnos na mozaiku je prikazan kao mladić sa krilima koji se odmara na ležaju oslanjajući se jednom rukom na jastuk (tipičan ležeći položaj Rimljana). Takođe može se primijetiti i luksuzno urađena rozeta u bijeloj i crvenoj boji, sa 8 listova.
Pored medaljona sa Hipnosom, na mozaiku je prikazan i simbol luka i strele (sa po jednim cvetom), kao i luksuzno urađena rozeta u beloj i crvenoj boji, sa 8 listova.
Autor mozaika, verovatno, pod paganskim uticajem, ispred ulaznih vrata sobe, načinio je predstavu 2 mača, koja su najverovatniji štitila vlasnika od zlih sila.

## Literatura
- Врзић, M. 2003.Археолошка истраживања у Боки Которској као једини одговор на нека постављена питања, Бока 24, 199-210
- Zaninović , M. 2012. Neke posebnosti antičkog prometa duž istočnog Jadrana,  Histria Antiqua  21, 21-28
- Вранешевић, Б . 2014. Слика  Раја на ранохришћанским подним    мозаицима на Балкану: од  4. до  7. века  (doktorska disertacija odbranjena aprila 2014. godine na Filozofskom fakultetu uBeogradu)

## Spoljašnje veze
Mediji vezani za članak Vila Hipnos na Vikimedijinoj ostavi

- Na današnji dan: 10 godina od rekonstrukcije Rimskih mozaika u Risnu.
- Mozaici – Risan